# Mizuki Fujii
Pour les articles homonymes, voir Fujii.
Mizuki Fujii (藤井瑞希, Fujii Mizuki) est une joueuse de badminton japonaise née le 5 août 1988, à Ashikita, au Japon.
En double dames, elle est avec Reika Kakiiwa médaillée d'argent olympique en 2012 à Londres.